# Кермен (півострів)
62°27′13″ пд. ш. 59°30′00″ зх. д. / 62.4536° пд. ш. 59.5° зх. д.

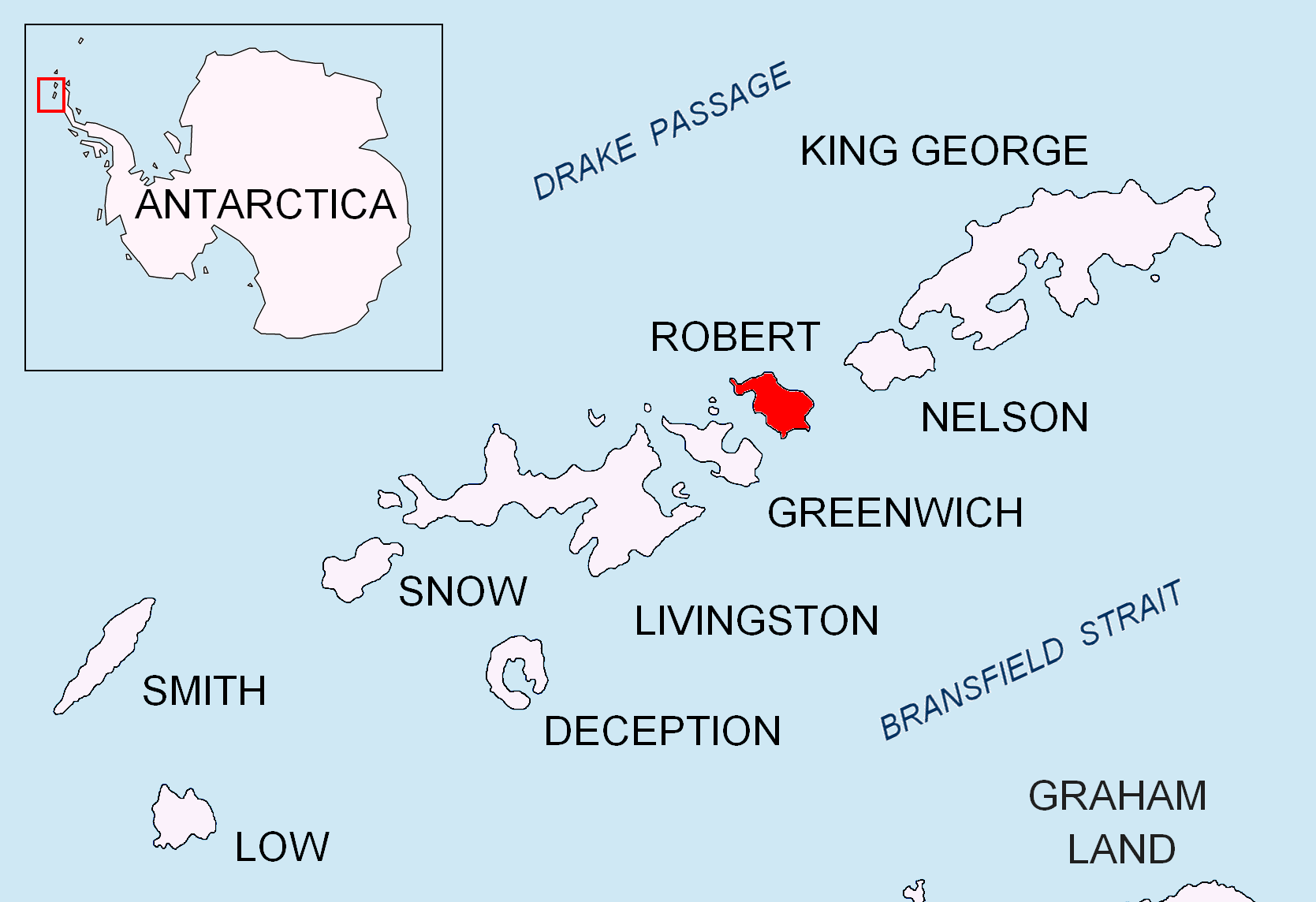
Розташування острова Роберт на Південних Шетландських островах.

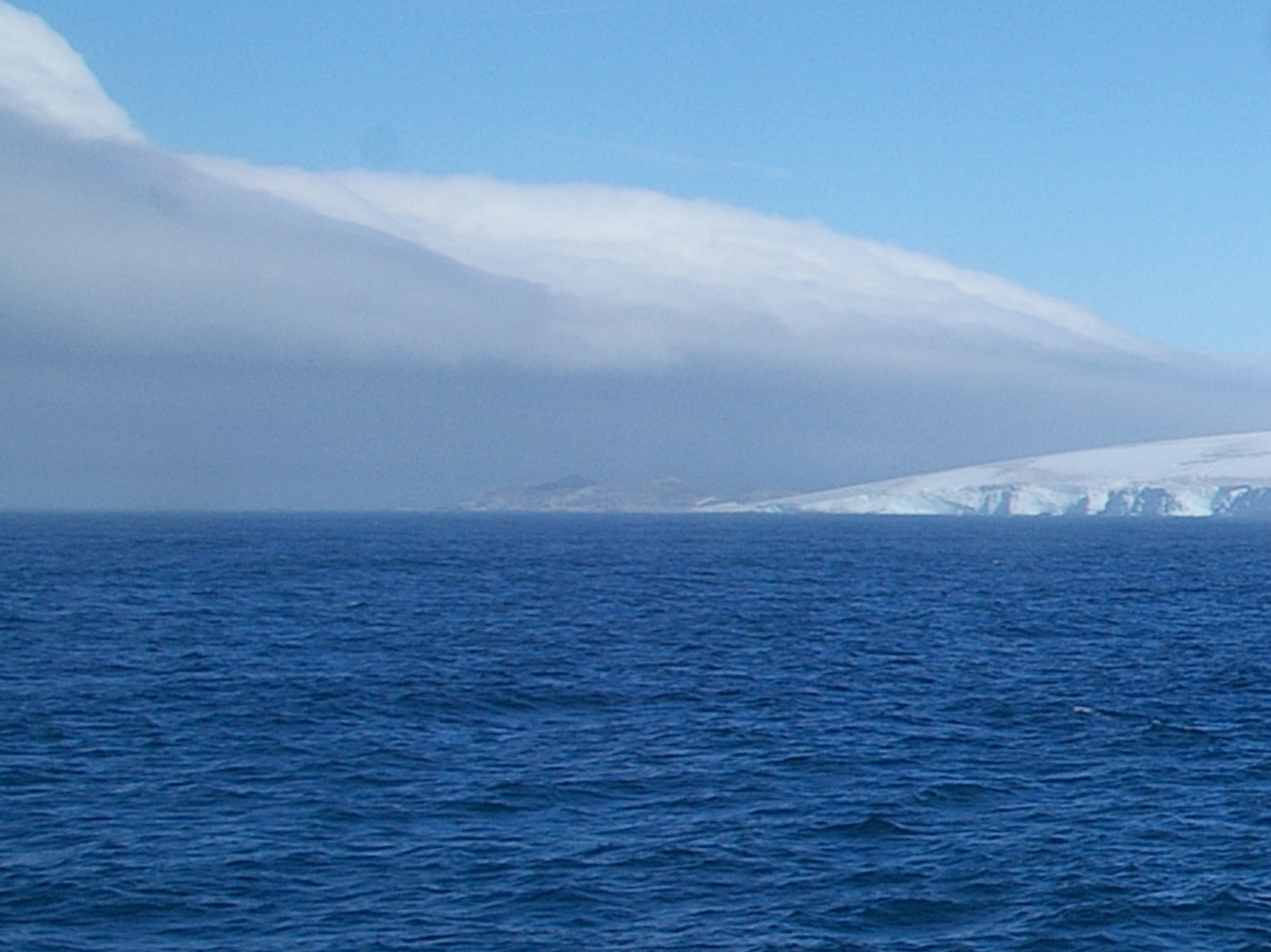
Півострів Кермен

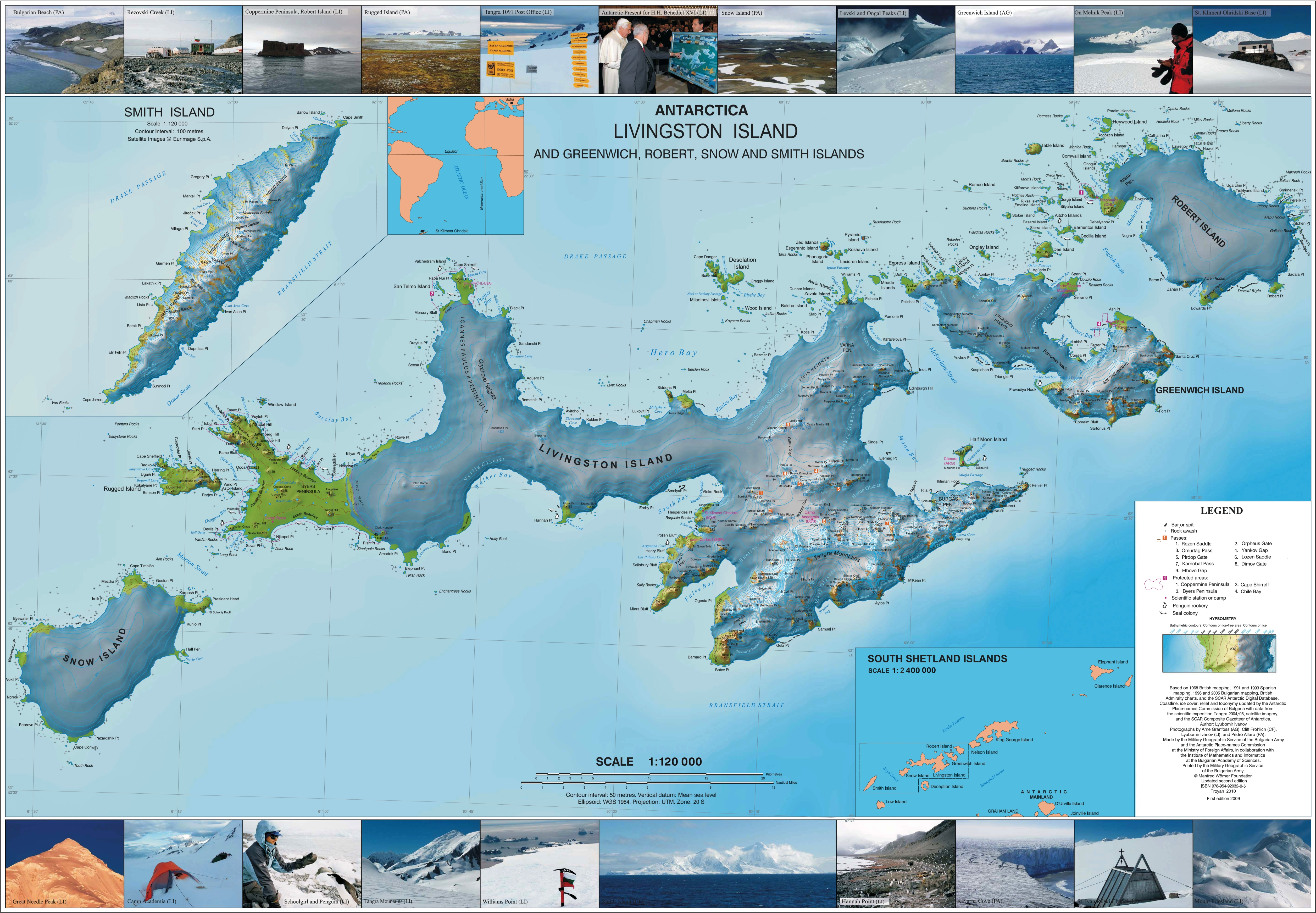
Топографічна карта островів Лівінгстон, Гринвіч, Роберт, Сноу та Сміт.

Півострів Кермен (болг. полуостров Кермен, трансліт. poluostrov Kermen, IPA: [poɫuˈɔstrof ˈkɛrmɛn])- півострів довжиною 1,5 км, що утворює південний край острова Роберт, Антарктида. Обмежена бухтою Мікалві на північному заході і протокою Брансфілда на південному сході. Його крайня точка Едвардс утворює східну сторону південного входу в Англійську протоку і південно-західну сторону входу в бухту Девесил. Південно-західна половина близько 121 га - влітку вільна від снігу. Британське картографування в 1968 році і болгарське у 2005 і 2009 роках.
Названий на честь міста Кермен на південному сході Болгарії.

## Мапи
- Л.Л. Іванов та ін., Антарктида: острів Лівінгстон та острів Гринвіч, Південні Шетландські острови (від Англійської протоки до протоки Мортон, з ілюстраціями та розподілом крижаного покриву), масштаб 1: 100000 карта, Антарктична комісія з географічних назв Болгарії, Міністерство Закордонних справ, Софія, 2005

## Зовнішні посилання
- Півострів Кермен. [Архівовано 15 Лютого 2020 у Wayback Machine.] Супутникове зображення Copernix

Ця статя містить інформацію з Антарктичної комісії з географічних назв Болгарії, яка використовується з дозволу.